# Azteca depilis
Azteca depilis är en myrart som beskrevs av Carlo Emery 1893. Azteca depilis ingår i släktet Azteca och familjen myror. Inga underarter finns listade.